# Jeanne-Nicole Ngo Minyemeck
Jeanne-Nicole Ngo Minyemeck (sinh ngày 18 tháng 8 năm 1969) là một vận động viên người Cameroon. Cô thi đấu môn đẩy tạ nữ và ném đĩa nữ tại Thế vận hội Mùa hè 1988.